# ガウス関数

ガウス関数の例

ガウス関数（ガウスかんすう、英: Gaussian function）は、
{\displaystyle a\exp \left\{-{\frac {(x-b)^{2}}{2c^{2}}}\right\}}
の形の初等関数である。なお、2c2 のかわりに c2 とするなど、表し方にはいくつかの変種がある。
ガウシアン関数、あるいは単にガウシアンとも呼ばれる。
図のような釣鐘型の関数である。

## 特徴
正規分布関数（正規分布の確率密度関数）として知られる
{\displaystyle {\frac {1}{{\sqrt {2\pi }}\,\sigma }}\exp \left\{-{\frac {(x-\mu )^{2}}{2\sigma ^{2}}}\right\}}
は、ガウス関数の一種である。この関数の半値半幅 (HWHM) と半値全幅 (FWHM) は、
{\displaystyle {\begin{aligned}\mathrm {HWHM} &={\sqrt {2\ln 2}}\cdot \sigma ,\\\mathrm {FWHM} &=2{\sqrt {2\ln 2}}\cdot \sigma \end{aligned}}}
である。
ガウス関数の1つ exp(−x2) の両側無限積分はガウス積分と呼ばれ、
{\displaystyle \int _{-\infty }^{\infty }\exp({-x^{2}})\,dx={\sqrt {\pi }}}
である。
光学分野においては、超短パルスの波形をガウス関数に近似することが多い。